# Anatemnus vermiformis
Espèce
Synonymes
- Chelifer vermiformis With, 1906

Anatemnus vermiformis est une espèce de pseudoscorpions de la famille des Atemnidae.

## Distribution
Cette espèce se rencontre en Inde aux îles Nicobar et en Thaïlande.

## Publication originale
- With, 1906 : The Danish expedition to Siam 1899-1900. III. Chelonethi. An account of the Indian false-scorpions together with studies on the anatomy and classification of the order. Oversigt over det Konigelige Danske Videnskabernes Selskabs Forhandlinger, sér. 7, vol. 3, p. 1-214.